# Hypolestes trinitatis
Hypolestes trinitatis là một loài chuồn chuồn kim thuộc họ Megapodagrionidae. Đây là loài đặc hữu của Cuba. Môi trường sống tự nhiên của chúng là rừng ẩm vùng đất thấp nhiệt đới hoặc cận nhiệt đới và sông ngòi. Chúng hiện đang bị đe dọa vì mất môi trường sống.